# Поликондензация
Поликондензация е процес на получаване на полимери чрез взаимодействие на молекули на един или няколко мономера, съдържащи две или повече функционални групи, при което се отделят нискомолекулни продукти (вода, халогеноводород, амоняк).

## Характерни особености
- молекулната маса на полимера се определя от продължителността на процеса
- това е степенен процес

Получените поликондензационни полимери съдържат реактивоспособни функционални групи, които при определени условия могат да взаимодействат помежду си. В този случай или нараства полимерната верига или настъпва омрежване на полимера.
Поликондензацията е равновесен процес и затова се провежда с отделяне на страничните вещества.
Когато в реакцията участват мономери с две функционални групи се получават линейни полимери, а когато участват мономери с три функционални групи – разклонени или линейно омрежени полимери.
Пример за линеен полимер е полиамид:
Пространственото омрежване е характерен процес за термореактивните полимери (фенолформалдехидни, епоксидни, глифталови смоли).